# Mons Hadley Delta
Mons Hadley Delta (δ) là một khối núi ở phần phía bắc của Montes Apenninus, một phạm vi ở bán cầu bắc của Mặt trăng tiếp giáp với Mare Imbrium. Nó có chiều cao 3,6 km trên đồng bằng về phía bắc và phía tây. 

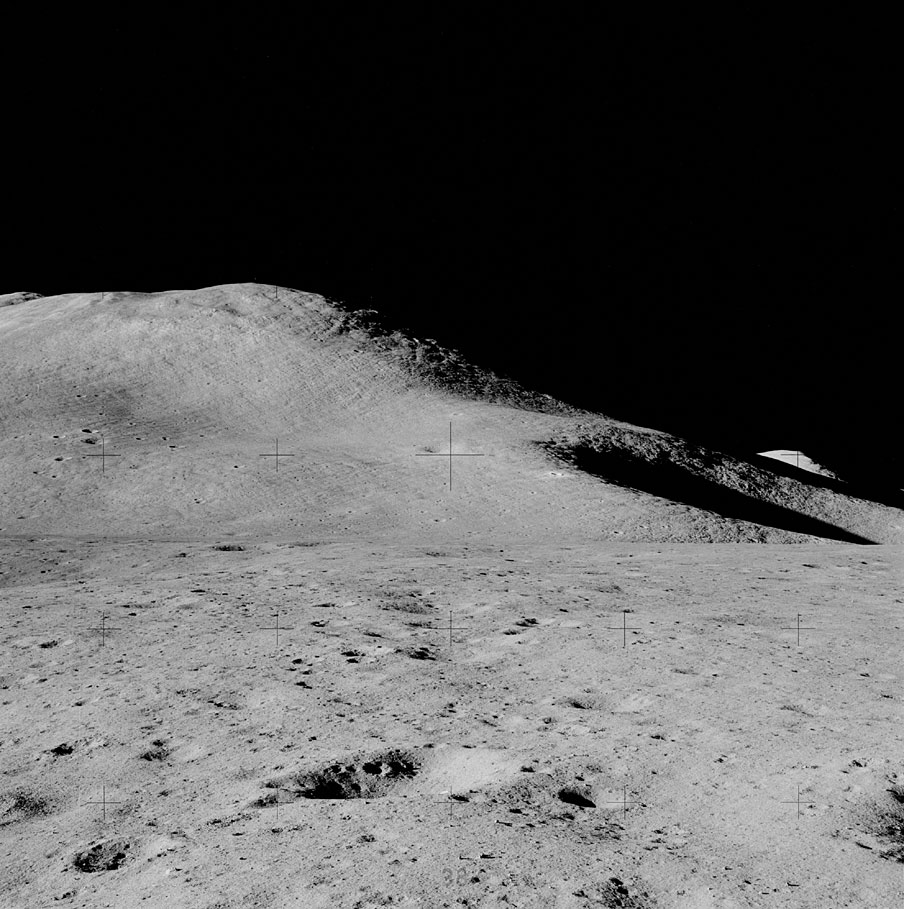
Delta Hadley Delta và miệng hố va chạm St. George được Dave Scott chụp trong khi đứng lên của đoàn thám hiểm Apollo 15 vào ngày 30 tháng 7 năm 1971

Ở phía bắc của ngọn núi này là một thung lũng được dùng làm nơi hạ cánh cho chuyến thám hiểm Apollo 15. Về phía đông bắc của cùng thung lũng này là đỉnh Mons Hadley lớn hơn một chút với chiều cao khoảng 4,6   km. Ở phía tây của những đỉnh núi này là rille Rima Hadley khúc khuỷu.
Những đặc điểm này được đặt theo tên của John Hadley.
Trong nhiệm vụ Apollo 15 năm 1971, các phi hành gia David Scott và James Irwin đã khám phá vùng hạ lưu của sườn phía bắc của Mons Hadley Delta và thu thập nhiều mẫu được đưa trở lại trái đất. Trạm 2 ở gần miệng núi lửa St. George và Trạm 6, 6A và 7 ở hoặc gần miệng núi lửa Spur. Họ đã tìm thấy " Genesis Rock " nổi tiếng, mẫu 15415, tại Spur. Một mảng của anorthonymous trong tảng đá này có thể là một phần của lớp vỏ mặt trăng nguyên thủy.